# Neocallimastix frontalis
Neocallimastix frontalis är en svampart som först beskrevs av R.A. Braune, och fick sitt nu gällande namn av Vavra & Joyon ex I.B. Heath 1983. Neocallimastix frontalis ingår i släktet Neocallimastix och familjen Neocallimastigaceae.   Inga underarter finns listade i Catalogue of Life.